# PDT Wola w Warszawie
Powszechny Dom Towarowy Wola, PDT Wola, obecnie Adgar PDT Wola – budynek biurowo-usługowy w dzielnicy Wola w Warszawie, znajdujący się przy ul. Młynarskiej 8/12 róg al. „Solidarności”.

## Historia
Budynek wzniesiony w latach 1949–1956 według projektu Michała Przerwy-Tetmajera jako budynek handlowy. Płaskorzeźby skrajnych płycin attyki zaprojektował Kazimierz Danilewicz. W marcu 1956 otwarto w nim Powszechny Dom Towarowy.
W okresie PRL był znaną placówką handlową w Warszawie, często można było tu kupić towary niedostępne w innych sklepach. Przez wiele lat na parterze mieściły się stoiska: RTV, meble+oświetlenie, lodówki, kosmetyki (na środku sali sprzedażowej), art. metalowe (+wykładziny PCW), art. gospodarstwa domowego, farby, upominki. Pierwsze piętro poświęcone było modzie męskiej i damskiej, a drugie dzieciom (odzież, obuwie, zabawki) i wykładzinom dywanowym.
Przed 1989 wchodził w skład Domów Towarowych „Centrum”, po 1989 przemianowanych na Domy Towarowe Centrum S.A.  Później na parterze działał sklep Leader Price i apteka. Po przejęciu przez Tesco części operacji grupy Casino - marketów Leader Price, w roku 2007 jego miejsce zajął sklep Tesco, a miejsce apteki - Polbank.  
Budynek został zakupiony w 2005 roku przez spółkę Celtic Property Developments S.A., która dokonała zmiany jego przeznaczenia z usługowego na biurowo-usługowe, zmodernizowała go, a następnie w całości skomercjalizowała. Zmieniła też historyczną nazwę na Wola Plaza. W trakcie remontu wyburzono przepierzenia odsłaniając tym samym niezwykłe, wewnętrzne atrium, odświeżono także całkowicie elewację budynku, zachowując jej oryginalny wygląd. Budynek został oddany do użytku dla najemców w 2007. Podczas przebudowy usunięto z wnętrza kolorowe obrazy na szklanych taflach o wysokich walorach artystycznych autorstwa Marka Włodarskiego i Tadeusza Błażejowskiego. 
W 2018 roku na budynek powrócił charakterystyczny neon "Wola". 
Od 2021 roku budynek jest własnością spółki Adgar Poland, która zmieniła jego nazwę na Adgar PDT Wola.
Obiekt umieszczony na liście dóbr kultury współczesnej w Warszawie przez Stowarzyszenie Architektów Polskich w 2003.